# 北64線
北64線 正義－復興，是位於新北市的一條鄉道，自新北市蘆洲區正義，經蘆洲至新北市蘆洲區復興，全長4公里。本路線為蘆洲地區最長的東西向公路，1961年時曾以103線舊線岔路為界分別編為北61線和北64線，1976年則將原北61線併入至今。以下章節中Tn代表路線圖中節點。

## 路線說明
| T11      | 正義0.0k（起點，北63線岔路） |
| T11－T12 | 光榮路 → 長榮路              |
| T12      | 中路1.801k（北61線岔路）     |
| T12－T15 | 長榮路 → 光華路              |
| T15      | 蘆洲2.293k（北63線岔路）     |
| T15－T1  | 忠孝路                       |
| T1－T9   | 復興路                       |
| T9       | 復興4k（終點，北62線岔路）   |

| T11                                                                         | 正義0.0k（起點，北63線岔路） |
| T11－T12                                                                    | 光榮路 → 長榮路              |
| T12                                                                         | 中路1.801k（北61線岔路）     |
| T12－T15                                                                    | 長榮路 → 光華路              |
| T15                                                                         | 蘆洲2.293k（北63線岔路）     |
| T15－T1                                                                     | 忠孝路                       |
| T1－T0                                                                      | 忠孝路112巷 → 三民路128巷    |
| T0                                                                          | 水河（終點，北61線岔路）     |
|                                                                             |                              |
| 養護路線自T1之後均為北63線1966年路線， 全線與公路總局資料不符可知路線錯誤。 |                              |

| T15     | 蘆洲0k（起點，103線舊線（今日北63線）） |
| T15－T1 | 忠孝路                                  |
| T1－T10 | 復興路                                  |
| T10     | 淡水河岸2.370k（終點）                  |

| T15                          | 蘆洲0k（起點，103線舊線（今日北63線））     |
| T15－T12                     | 光華路 → 長榮路                             |
| T12                          | 中路0.492k（北62線舊線（今日北61線）岔路）  |
| T12－T11                     | 長榮路 → 光榮路                             |
| T11                          | 正義2.293k（終點，103線舊線（今日北63線）） |
|                              |                                             |
| 以上路段今日均已改編北64線。 |                                             |

## 交會公路
- 北63線（起點處）
- 北61線（中路）
- 北63線（蘆洲）
- 103線（蘆洲）
- 北61線（樓厝短暫共線）
- 北62線（終點）